# Sabrina Ameghino
Sabrina Inés Ameghino (Ensenada, 6 de julio de 1980) es una piragüista argentina que obtuvo medalla de oro en los Juegos Panamericanos de 2019 en la prueba de K1 200 m, convirtiéndose con diez medallas, en la máxima medallista histórica de Argentina en Juegos Panamericanos, y la primera palista argentina en obtener una medalla de oro panamericana.

## Biografía
Sabrina Ameghino se inició tardíamente en el piragüismo, debutando en los Juegos Panamericanos de Winnipeg 1999, con 19 años. En 2002 obtuvo cinco medallas de oro en los Juegos Suramericanos disputados en Brasil (K4 200, K4 500, K2 200, K2 500 y K2 1000). En 2003 obtuvo dos medallas de bronce en los Juegos Panamericanos de Santo Domingo (K2 500 y K4 500).
En 2004 fue madre de una niña y suspendió su carrera deportiva durante seis años. En 2011 volvió a las competencias de alto nivel en los Juegos Panamericanos de Guadalajara, obteniendo una medalla de plata (K2 500) y una medalla de bronce (K1 200). En 2014 participó en los Juegos Suramericanos de Santiago, ganando dos medallas de oro (K1 200 y K2 500). En 2015 obtuvo en los Juegos Panamericanos de Toronto una medalla de plata (K2 500) y dos de bronce (K1 200 y K4 500).
En 2016 clasificó para los Juegos Olímpicos de Río de Janeiro clasificando 13.ª en K4 500 m y 19.ª en K1 200 m.
En 2019 obtuvo medalla de oro en los Juegos Panamericanos de 2019 en la prueba K1 200 m, y medalla de bronce en K4 500 m, convirtiéndose con nueve medallas, en la máxima medallista histórica de Argentina en Juegos Panamericanos, y la primera palista argentina en obtener una medalla de oro panamericana.
En 2020 es premiada con un Diploma al Mérito de la Fundación Konex como una de las 5 mejores palistas de la última década en Argentina.
En septiembre de 2023 Sabrina fue elegida abanderada de la delegación argentina junto a Marcos Moneta para la ceremonia de apertura de los Juegos Panamericanos de 2023, donde consiguió el bronce en la prueba de K4 500 m.

## Palmarés internacional
| Juegos Panamericanos | Juegos Panamericanos            | Juegos Panamericanos | Juegos Panamericanos |
| Año                  | Lugar                           | Medalla              | Competición          |
| -------------------- | ------------------------------- | -------------------- | -------------------- |
| 2003                 | Santo Domingo (Rep. Dominicana) | Medalla de bronce    | K2 500 m             |
| 2003                 | Santo Domingo (Rep. Dominicana) | Medalla de bronce    | K4 500 m             |
| 2011                 | Guadalajara (México)            | Medalla de plata     | K2 500 m             |
| 2011                 | Guadalajara (México)            | Medalla de bronce    | K1 200 m             |
| 2015                 | Toronto (Canadá)                | Medalla de plata     | K2 500 m             |
| 2015                 | Toronto (Canadá)                | Medalla de bronce    | K1 200 m             |
| 2015                 | Toronto (Canadá)                | Medalla de bronce    | K4 500 m             |
| 2019                 | Lima (Perú)                     | Medalla de oro       | K1 200 m             |
| 2019                 | Lima (Perú)                     | Medalla de bronce    | K4 500 m             |
| 2023                 | Santiago (Chile)                | Medalla de bronce    | K4 500 m             |